# Phalanger gymnotis
Phalanger gymnotis är en pungdjursart som beskrevs av Wilhelm Peters och Giacomo Doria 1875. Phalanger gymnotis ingår i släktet kuskusar och familjen klätterpungdjur. IUCN kategoriserar arten globalt som livskraftig.

## Utseende
Arten blir 31 till 54 cm lång (huvud och bål), har en 29 till 33,5 cm lång svans och väger 1,5 till 4,85 kg. På ovansidan förekommer gråbrun till silvergrå päls med en mörk längsgående strimma på ryggens topp. Pälsen är kort och lite styv. Svansen är bara på ovansidan helt täckt med hår och på undersidan finns flera nakna ställen. Några exemplar har en vit svansspets. Vid artens fötter är en av tårna motsättlig. Förutom könsorganen finns inga ytliga skillnader mellan hannar och honor.

## Utbredning
Pungdjuret förekommer på nästan hela Nya Guinea med undantag av slättlandet i öns centrala södra del. Arten hittas även på mindre öar i samma region. I bergstrakter når den ibland 2 800 meter över havet. Habitatet utgörs av fuktiga skogar och människans odlingar.

## Ekologi
Phalanger gymnotis klättrar vanligen i den låga växtligheten när den letar efter föda. Den äter frukter, blad, frön och ibland ägg. Arten är nattaktiv och gömmer sig på dagen. När honan inte är brunstig lever varje exemplar ensam och de är aggressiva mot varandra. Ibland utkämpas kortare strider.
Fortplantningssättet är bara känt från individer som hölls i fångenskap. Hos dessa skedde parningen oberoende av årstiden. Hannar strider med varandra om rätten att para sig. Ibland vilar det befruktade ägget innan den egentliga dräktigheten börjar. Efter dräktigheten som varar cirka 13 dagar kryper ungen till moderns pung (marsupium) och lever där permanent i cirka tre månader. Under de följande två till fyra månader besöker den ofta pungen för att vila. Exemplar i fångenskap blev upp till 15 år gamla.

## Underarter
Arten delas in i följande underarter:
- P. g. gymnotis
- P. g. leucippus